# Xenorhina gigantea
Xenorhina gigantea är en groddjursart som beskrevs av Van Kampen 1915. Xenorhina gigantea ingår i släktet Xenorhina och familjen Microhylidae. IUCN kategoriserar arten globalt som otillräckligt studerad. Inga underarter finns listade i Catalogue of Life.